# Jean Njeim
Jean Njeim (Arabisch: جان نجيم, Kfartyeh, 1915 - 24 juli 1971) was bevelhebber van het Libanese leger tussen 7 januari 1970 en zijn dood. Hij kwam om bij een helikoptercrash.
Njeim startte in 1933 aan de militaire academie van Homs. Hij volgde in 1970 Émile Boustani op als legerleider. Na zijn dood werd generaal-majoor Iskander Ghanem aangesteld als bevelhebber.

## Militaire carrière
- 1935 - tweede luitenant
- 1939 - eerste luitenant
- 1946 - kapitein
- 1952 - luitenant-kolonel
- 1959 - kolonel
- 1965 - brigadier-generaal
- 1967 - generaal